# チェンジ・アップ/オレはどっちで、アイツもどっち!?
『チェンジ・アップ/オレはどっちで、アイツもどっち!?』（原題: The Change-Up）は、2011年のコメディ映画。日本ではビデオスルーとして、2012年6月6日にDVD・Blu-ray Discが発売された。

## キャスト
| 役名                                                         | 俳優                                                   | 日本語吹替 |
| ------------------------------------------------------------ | ------------------------------------------------------ | ---------- |
| ミッチ・プランコ                                             | ライアン・レイノルズ                                   | 落合弘治   |
| デイヴ・ロックウッド                                         | ジェイソン・ベイトマン                                 | 後藤敦     |
| ジェイミー・ロックウッド                                     | レスリー・マン                                         | 日野由利加 |
| サブリナ・マクアードル                                       | オリヴィア・ワイルド                                   | 岡寛恵     |
| ミッチ・プランコ・Sr.                                        | アラン・アーキン                                       | 勝部演之   |
| カラ・ロックウッド サラ・ロックウッド ピーター・ロックウッド | シドニー・ロウヴィエラ ローレン・ベイン ルーク・ベイン |            |
| タティアナ                                                   | ミルチア・モンロー                                     |            |
| カトー                                                       | TJ・ハッサン                                           |            |
| 映画の音響スタッフ                                           | フレッド・ストーラー                                   |            |